# Harrtjärnen, Dalarna
Harrtjärnen är en sjö i Hedemora kommun i Dalarna och ingår i Dalälvens huvudavrinningsområde. Sjön har en area på 0,0639 kvadratkilometer och ligger 137,4 meter över havet.

## Delavrinningsområde
Harrtjärnen ingår i det delavrinningsområde (670943-151376) som SMHI kallar för Utloppet av Dammsjön. Medelhöjden är 205 meter över havet och ytan är 13,72 kvadratkilometer. Räknas de 3 avrinningsområdena uppströms in blir den ackumulerade arean 35,74 kvadratkilometer. Nybobäcken som avvattnar avrinningsområdet har biflödesordning 3, vilket innebär att vattnet flödar genom totalt 3 vattendrag innan det når havet efter 177 kilometer. Avrinningsområdet består mestadels av skog (82 procent). Avrinningsområdet har 0,93 kvadratkilometer vattenytor vilket ger det en sjöprocent på 6,8 procent.